# Toyota TF103
A Toyota TF103 volt az az autó, amellyel a Toyota F1 csapat a 2003-as Formula–1 világbajnokság alatt versenyzett. A karosszériát Gustav Brunner és René Hilhorst, a motort Luca Marmorini tervezte. Az autót 2003. január 8-án a franciaországi Paul Ricard versenypályán mutatta be a csapat. Ennek az évnek új versenyzőpárossal vágtak neki, a BAR-tól érkezett Olivier Panis, illetve a 2002-es CART-bajnok Cristiano da Matta személyében.

## Tervezés
A TF103 meglehetősen konzervatív tervezésű volt, a csapat saját bevallása szerint inkább "logikus továbbfejlesztése" volt elődjének, a TF102-nek. A könnyebb és nagyobb leszorítóerővel rendelkező autó Gustav Brunner tervezőcsapatának és Takahasi Keizónak, a műszaki koordináció vezetőjének közös munkája volt.
A legnagyobb előrelépés a TF102-hez képest a motorban történt: az RVX-03-at 2002 szeptemberében tesztelték először, és a csapat számára kettős előnyt jelentett az RVX-02-hez képest: könnyebb volt, és nagyobb teljesítményt nyújtott. A motor az olasz tervező, Luca Marmorini ötlete volt.

## Teljesítmény
A TF103 a teljesítmény tekintetében is szintet lépett, az autó összesen tizenhat pontot szerzett, melyből da Matta 10-et, Panis 6-ot szerzett a csapatnak. A TF103 talán legjelentősebb versenye a Brit Nagydíjon volt Silverstone-ban, amikor a két autó egy ideig az első és a második helyen állt a 11. körben egy pályára beszaladó férfi miatt kialakult zűrzavar közepette.
A konstruktőri értékelésben a Toyota a megszerzett 16 ponttal a nyolcadik helyen végzett, ami még mindig messze elmaradt attól a teljesítménytől, amit a hatalmas költségvetésüknek köszönhetően nyújtaniuk kellett volna, de ez is jelentős előrelépés volt a 2002-es eredményükhöz képest.

## Eredmények
| Év   | Kasztni | Motor         | Gumik | Pilóták            | 1   | 2   | 3   | 4   | 5   | 6   | 7   | 8   | 9   | 10  | 11  | 12  | 13  | 14  | 15  | 16  | Pontok | Helyezés |
| ---- | ------- | ------------- | ----- | ------------------ | --- | --- | --- | --- | --- | --- | --- | --- | --- | --- | --- | --- | --- | --- | --- | --- | ------ | -------- |
| 2003 | TF103   | Toyota RVX-03 | M     |                    | AUS | MAL | BRA | SMR | ESP | AUT | MON | CAN | EUR | FRA | GBR | GER | HUN | ITA | USA | JPN | 16     | 8.       |
| 2003 | TF103   | Toyota RVX-03 | M     | Olivier Panis      | KI  | KI  | KI  | 9   | KI  | KI  | 13  | 8   | KI  | 8   | 11  | 5   | KI  | KI  | KI  | 10  | 16     | 8.       |
| 2003 | TF103   | Toyota RVX-03 | M     | Cristiano da Matta | KI  | 11  | 10  | 12  | 6   | 10  | 9   | 11  | KI  | 11  | 7   | 6   | 11  | KI  | 9   | 7   | 16     | 8.       |